# Enclave

Gebied C is een enclave in gebied A. Het is tevens een exclave, omdat het tot gebied B behoort.

De Nederlandse en Belgische exclaves in Baarle-Nassau en Baarle-Hertog

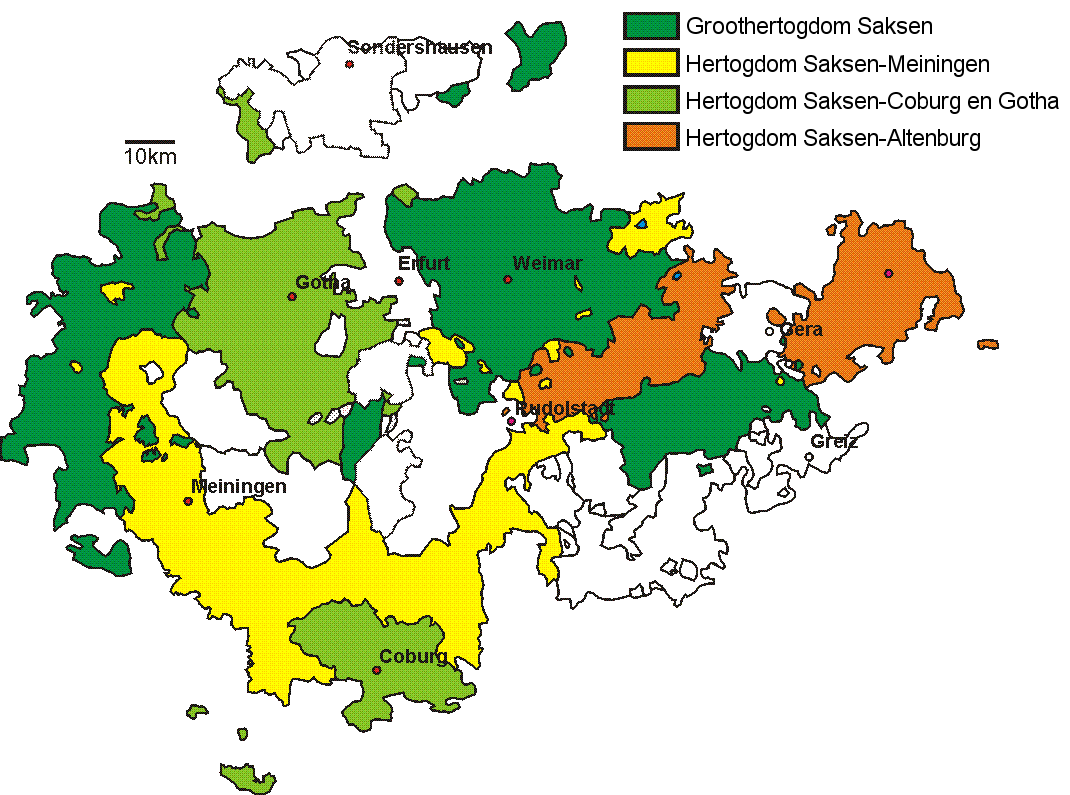
De verspreide bezittingen van de Ernestijnen in Thüringen met 7 grotere territoria, 12 exclaves en 21 enclaves. Aan deze bestuurlijke toestand kwam in 1920 een einde

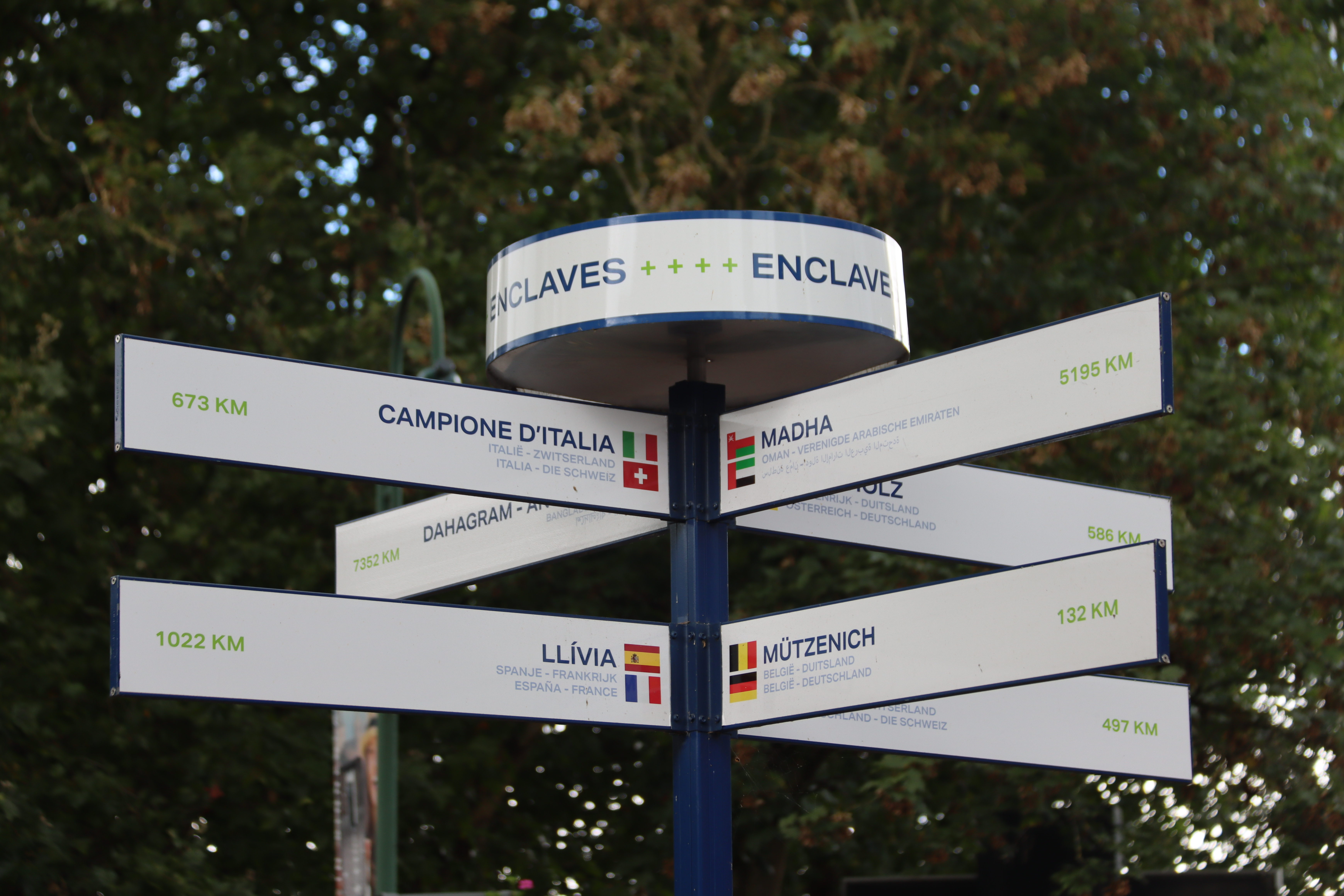
Aanduiding internationale enclaves in Baarle-Hertog-Baarle-Nassau

Een enclave is een deel van een staat dat geheel wordt omsloten door grondgebied van een andere staat. Sommige enclaves zijn onafhankelijk (San Marino, Vaticaanstad en Lesotho) en andere behoren tot een andere staat en zijn daardoor tevens exclaves (Baarle-Hertog, Baarle-Nassau).
Gebieden die aan slechts één ander land grenzen, maar wel een uitgang naar zee hebben, zijn geen enclaves: zulke gebieden zijn bijvoorbeeld Gambia, Monaco, Brunei, Denemarken, Gibraltar, Portugal en Guantánamo Bay.

## Lijst van enclaves (bestaand)
(Deze lijst is niet compleet)

### Staten
Afrika
- Lesotho — onafhankelijke staat omringd door Zuid-Afrika.

Azië
- Armenië en Azerbeidzjan
  - Artsvasjen — Armeens gebied in Azerbeidzjan
  - Barxudarlı  — Azerbeidzjaans gebied in Armenië.
  - Yuxarı Əskipara (Verin Voskepar) — Azerbeidzjaans gebied in Armenië.
  - Karki (Tigranasjen) — Azerbeidzjaans gebied in Armenië.
- Kirgizië, Oezbekistan en Tadzjikstan
  - Barak — Kirgizische plaats in Oezbekistan.
  - Choʻngʻara — Oezbeeks gebied in Kirgizië.
  - Jangail — Oezbeeks gebied in Kirgizië.
  - Lolazor nabij Proletarsk — een Tadzjieks gebied in het uiterste noordwesten van Kirgizië
  - Qalʻacha en Soh — Oezbeeks gebied in Kirgizië.
  - Sarvan — Tadzjieks gebied in Oezbekistan
  - Shohimardon — Oezbeeks gebied in Kirgizië.
  - Voroech — Tadzjieks gebied in Kirgizië.

Europa
- Baarle-Hertog — Belgische plaats in Nederland. In totaal bestaande uit 22 enclaves, zoals Niemandsland en Negenhuizen.
- Baarle-Nassau — Nederlandse gebieden in Belgische enclave. In totaal acht enclaves.
- Büsingen — Duitse plaats in Zwitserland.
- Campione d'Italia — Italiaans gebied in Zwitserland.
- Castel Gandolfo — Vaticaans gebouw in een Italiaans stadje.
- Llívia — Spaanse gemeente in Frankrijk.
- Mützenich — Duitse plaats in België, van de rest van Duitsland afgesneden door de Vennbahn.
- Ruitzhof — Duitse plaats in België, van de rest van Duitsland afgesneden door de Vennbahn.
- Sankovo-Medvezje — Russisch gebied in Wit-Rusland. Twee door de kernramp van Tsjernobyl verlaten dorpen.
- San Marino — onafhankelijke staat omringd door Italië.
- Vaticaanstad — onafhankelijke staat in Italië.

### Subnationale enclaves
- Australisch Hoofdstedelijk Territorium — geheel omringd door New South Wales.
- Bremen — geheel omringd door Nedersaksen. Heeft op zijn beurt Bremerhaven als exclave.
- Brussels Hoofdstedelijk Gewest — geheel omringd door het Vlaams Gewest.
- Condado de Treviño — een gemeente behorend tot de Spaanse provincie Burgos in de regio Castilië en León. De gemeente wordt geheel omringd door de provincie Álava die behoort tot Baskenland.
- Mahé — een district bestaande uit twee enclaves van het Indiase unieterritorium Puducherry in de deelstaat Kerala.
- Massey Drive — een gemeente op het Canadese eiland Newfoundland die volledig omringd wordt door de stad Corner Brook.
- Othe — een gemeente van het Franse departement Meurthe-et-Moselle in het departement Meuse.
- Regniéville - deel van de gemeente Thiaucourt-Regniéville in het Franse departement Meurthe-et-Moselle.
- Sambú — een district van de Panamese comarca Emberá-Wounaan in de provincie Darién.
- Slavoetytsj — een stad behorend tot de Oekraïense oblast Kiev, geheel omringd door de oblast Tsjernihiv.
- Valréas — een gemeente van het Franse departement Vaucluse in het departement Drôme.
- Yanam — een district van het Indiase unieterritorium Puducherry in de deelstaat Andhra Pradesh.

## Lijst van enclaves (historisch)
- Cooch Behar-enclaves — 92 enclaves in India van Bangladesh en 106 enclaves in Bangladesh van India;
- West-Berlijn was een enclave van de Bondsrepubliek Duitsland in de Duitse Democratische Republiek;
- Steinstücken, Eiskeller en diverse andere kleine exclaves van West-Berlijn in de DDR;
- Huissen (van het Hertogdom Kleef in Gelre);
- Verschillende delen van Bantoestans in Zuid-Afrika;
- Schaesberg was van 1661 tot 1785 een enclave van de Zuidelijke Nederlanden in de Republiek der Nederlanden;
- Dingstede behoorde tot 1961 tot de gemeente Meppel (provincie Drenthe) en was omringd door de provincie Overijssel;[1]
- Zwolle werd tot 1967 omgeven door de gemeente Zwollerkerspel.

## Tijdelijke enclaves
De kamer in het Canadese ziekenhuis waar prinses Margriet op 19 januari 1943 werd geboren werd extraterritoriaal gebied verklaard (dus geen Canadees grondgebied) zodat zij de Nederlandse nationaliteit kon krijgen.
Tussen 1999 en 2002 was een deel van Kamp Zeist, bij Soesterberg, Schots grondgebied voor de huisvesting van een Schotse rechtbank en gevangenis voor de rechtszaak over de Lockerbie-aanslag. Hierdoor was Kamp Zeist voor het Verenigd Koninkrijk een tijdelijke exclave, als Schots grondgebied, en binnen Nederland was het een enclave.

## Exclaves die in het dagelijks taalgebruik vaak enclaves worden genoemd
- Ceuta (Spaans, bij Marokko)
- Melilla (Spaans, bij Marokko bij Nador)
- Gibraltar (Brits, bij Spanje)
- Kaliningrad (Russisch, tussen Polen en Litouwen)
- Gazastrook Eigenlijk een exclave van Palestina, maar wordt als door Israël bezet en de facto geheel omringd gebied, inclusief vanaf zee, in de internationale media veelvuldig een enclave genoemd.

N.B.: een plaats als Ceuta wordt vaak een Spaanse enclave genoemd omdat dit bijna volledig door het grondgebied van Marokko wordt omgeven, maar is dit strikt gezien niet vanwege de vrije toegang over zee.

## Geloofsenclaves in Nederland en België
In Nederland en België liggen enkele gebieden waar de inwoners een andere geloofsovertuiging hebben dan in de omliggende plaatsen. In Nederland komen zowel katholieke als protestantse enclaves voor, in België komt één protestantse enclave voor, namelijk de Geuzenhoek in Horebeke. In actuele context wordt soms van 'moslimenclave' gesproken voor migrantenwijken waar een groot deel afkomstig is uit moslimlanden. 

### Protestantse enclaves in katholiek gebied

#### Noord-Brabant
- 's Gravenmoer, Vrijhoeve-Capelle, Sprang-Capelle, Willemstad en Dinteloord.

#### Oost-Vlaanderen (België)
- Korsele (Horebeke)

### Katholieke enclaves in protestants gebied

#### Drenthe
- Steenwijksmoer
- Zandberg (het dorp ligt grotendeels in Groningen, de kerk staat in Drenthe)
- Zorgvlied
- de zuidoosthoek van Drenthe rond Emmen, waaronder Emmer-Compascuum, Barger-Oosterveld, Barger-Compascuum, Klazienaveen, Zwartemeer, Weiteveen en Nieuw-Schoonebeek

#### Friesland
- Bakhuizen
- Blauwhuis
- Bolsward
- Buren
- Irnsum
- Nes
- Roodhuis
- Sint Nicolaasga
- Warga
- Wytgaard

#### Gelderland
- Bergh
- Bijsteren
- Huissen (feitelijk geen geloofsenclave; maakt onderdeel uit van het merendeels rooms-katholieke Zuidoost-Gelderland)
- Oost Gelre en de nabijgelegen plaatsen Rietmolen, Rekken, Beltrum en Meddo
- Vaassen
- Kranenburg
- Vierakker
- Klarenbeek
- De Vecht

#### Groningen
- Kloosterburen, Den Hoorn, Ter Apel, Warfhuizen en Kopstukken

#### Noord-Holland
- Bennebroek en Heemstede
- Breezand
- Volendam
- een groot deel van West-Friesland, waaronder Koggenland, Opmeer, Hoogkarspel, Zwaag, Harenkarspel, Warmenhuizen, Wognum, Wervershoof, Sijbekarspel, Westwoud, Nibbixwoud, Grootebroek, Blokker, Bovenkarspel, Heerhugowaard en Lutjebroek[2]
- Westbeemster
- Noord-Kennemerland: Castricum, Limmen, Heemskerk, Uitgeest, Egmond-Binnen, Akersloot, Oudorp
- een deel van het Gooi: Bussum, Hilversum, Blaricum en Laren
- Haarlemmerliede en Spaarnwoude

#### Overijssel
- het hart van Salland: Raalte, Luttenberg, Mariënheem, Haarle, Heeten en Nieuw Heeten, Lettele, Boskamp, Broekland, Lierderholthuis, Wijthmen, Hoonhorst, Vilsteren en in mindere mate Heino
- Slagharen en De Belt
- Geerdijk[3]
- een groot deel van Twente, waaronder Hengelo (Overijssel), Oldenzaal en Ootmarsum

#### Utrecht
- Gebied ten zuiden en westen van de stad Utrecht: Cabauw, Oudewater, Schalkwijk, Montfoort, Vleuten, De Meern, Kanis, Cothen, Houten, Wijk bij Duurstede, Willeskop, Snelrewaard, Bunnik[4]
- Achterveld
- Hoogland

#### Zeeland
- Delen van Zuid-Beveland, namelijk 's-Heerenhoek, Heinkenszand, Kwadendamme, Ovezande
- Aardenburg
- Oostelijk Zeeuws-Vlaanderen, waaronder Hulst en Sas van Gent

#### Zuid-Holland
- Achthuizen
- Een groot deel van de Bollenstreek: Hillegom, Lisse, Noordwijkerhout, Voorhout, Katwijk aan den Rijn, De Zilk, Sassenheim en Warmond
- Haastrecht
- Het noordoosten van Zuid-Holland, waaronder Hoogmade, Roelofarendsveen, Leimuiden, Nieuwveen en Ter Aar
- Zoeterwoude[5]